# Iğdır
Iğdır là một thành phố thuộc tỉnh Iğdir, Thổ Nhĩ Kỳ. Huyện có diện tích 1431 km² và dân số thời điểm năm 2007 là 119432 người, mật độ 83 người/km².

## Khí hậu
| Dữ liệu khí hậu của Iğdır                      | Dữ liệu khí hậu của Iğdır | Dữ liệu khí hậu của Iğdır | Dữ liệu khí hậu của Iğdır | Dữ liệu khí hậu của Iğdır | Dữ liệu khí hậu của Iğdır | Dữ liệu khí hậu của Iğdır | Dữ liệu khí hậu của Iğdır | Dữ liệu khí hậu của Iğdır | Dữ liệu khí hậu của Iğdır | Dữ liệu khí hậu của Iğdır | Dữ liệu khí hậu của Iğdır | Dữ liệu khí hậu của Iğdır | Dữ liệu khí hậu của Iğdır |
| Tháng                                          | 1                         | 2                         | 3                         | 4                         | 5                         | 6                         | 7                         | 8                         | 9                         | 10                        | 11                        | 12                        | Năm                       |
| ---------------------------------------------- | ------------------------- | ------------------------- | ------------------------- | ------------------------- | ------------------------- | ------------------------- | ------------------------- | ------------------------- | ------------------------- | ------------------------- | ------------------------- | ------------------------- | ------------------------- |
| Cao kỉ lục °C (°F)                             | 18.3 (64.9)               | 22.2 (72.0)               | 29.5 (85.1)               | 33.4 (92.1)               | 35.0 (95.0)               | 39.2 (102.6)              | 41.5 (106.7)              | 42.0 (107.6)              | 38.4 (101.1)              | 33.0 (91.4)               | 26.2 (79.2)               | 22.2 (72.0)               | 42.0 (107.6)              |
| Trung bình ngày tối đa °C (°F)                 | 2.4 (36.3)                | 6.5 (43.7)                | 14.0 (57.2)               | 20.0 (68.0)               | 24.7 (76.5)               | 30.2 (86.4)               | 33.8 (92.8)               | 33.7 (92.7)               | 29.1 (84.4)               | 21.8 (71.2)               | 12.9 (55.2)               | 4.6 (40.3)                | 19.5 (67.1)               |
| Trung bình ngày °C (°F)                        | −2.7 (27.1)               | 0.7 (33.3)                | 7.6 (45.7)                | 13.4 (56.1)               | 17.9 (64.2)               | 22.9 (73.2)               | 26.5 (79.7)               | 26.2 (79.2)               | 21.1 (70.0)               | 14.0 (57.2)               | 6.0 (42.8)                | −0.3 (31.5)               | 12.8 (55.0)               |
| Tối thiểu trung bình ngày °C (°F)              | −6.7 (19.9)               | −4.1 (24.6)               | 1.8 (35.2)                | 7.2 (45.0)                | 11.6 (52.9)               | 15.9 (60.6)               | 19.5 (67.1)               | 19.0 (66.2)               | 13.9 (57.0)               | 7.7 (45.9)                | 0.7 (33.3)                | −4.1 (24.6)               | 6.9 (44.4)                |
| Thấp kỉ lục °C (°F)                            | −28.4 (−19.1)             | −28.0 (−18.4)             | −22.2 (−8.0)              | −7.6 (18.3)               | 0.1 (32.2)                | 2.4 (36.3)                | 8.0 (46.4)                | 7.2 (45.0)                | 1.6 (34.9)                | −7.0 (19.4)               | −15.6 (3.9)               | −30.3 (−22.5)             | −30.3 (−22.5)             |
| Lượng Giáng thủy trung bình mm (inches)        | 13.3 (0.52)               | 14.7 (0.58)               | 21.4 (0.84)               | 42.0 (1.65)               | 50.1 (1.97)               | 30.0 (1.18)               | 14.9 (0.59)               | 9.4 (0.37)                | 12.1 (0.48)               | 24.1 (0.95)               | 19.5 (0.77)               | 14.3 (0.56)               | 265.8 (10.46)             |
| Số ngày giáng thủy trung bình                  | 4.73                      | 5.77                      | 7.97                      | 13.40                     | 17.10                     | 11.53                     | 6.73                      | 5.27                      | 5.30                      | 8.57                      | 6.37                      | 6.77                      | 99.5                      |
| Độ ẩm tương đối trung bình (%)                 | 75                        | 71                        | 54                        | 52                        | 59                        | 52                        | 48                        | 48                        | 55                        | 61                        | 68                        | 74                        | 60                        |
| Số giờ nắng trung bình tháng                   | 83.7                      | 124.3                     | 170.5                     | 180.0                     | 229.4                     | 282.0                     | 306.9                     | 291.4                     | 252.0                     | 180.0                     | 136.4                     | 77.5                      | 2.314,1                   |
| Số giờ nắng trung bình ngày                    | 2.7                       | 4.4                       | 5.5                       | 6.0                       | 7.4                       | 9.4                       | 9.9                       | 9.4                       | 8.4                       | 6.0                       | 4.4                       | 2.5                       | 6.3                       |
| Nguồn 1: Cơ quan Khí tượng Nhà nước Thổ Nhĩ Kỳ |                           |                           |                           |                           |                           |                           |                           |                           |                           |                           |                           |                           |                           |
| Nguồn 2: Weatherbase                           |                           |                           |                           |                           |                           |                           |                           |                           |                           |                           |                           |                           |                           |

## Thành phố kết nghĩa
- Sharur, Cộng hòa Tự trị Nakhchivan, Azerbaijan
- Shamakhi, Azerbaijan